# رابین دی (طراح)
رابین دی (به انگلیسی: Robin Day)؛ (زادۀ ۲۵ مهٔ ۱۹۱۵ میلادی – درگذشتۀ ۹ نوامبر ۲۰۱۰ میلادی) یکی از برجسته‌ترین طراحان مبلمان بریتانیایی در قرن بیستم بود که از یک حرفۀ طولانی به مدت هفت دهه بهره برد. او که طراح صنعتی و داخلی ماهری بود، در زمینۀ گرافیک و نمایشگاه نیز فعالیت داشت.
همسرش لوسین دی (کُنرادی) (۲۰۱۰–۱۹۱۷ میلادی)، یک طراح پارچۀ مشهور بود. این زوج در سال ۱۹۴۲ میلادی ازدواج کردند و صاحب یک دختر به نام پائولا دی (متولد ۱۹۵۴ میلادی) شدند.
رابین دی دارای نشان‌های افتخار امپراتوری بریتانیا، طراحان سلطنتی برای صنعت و انجمن منشور طراحان است.